# 볼때기 사랑
《The Perfect Ballad》는 엠씨 더 맥스의 디지털 싱글이다. 
엠씨 더 맥스가 소속사 이전 문제로 갈등을 빚고 있을 때 전 소속사였던 파라마운트 엔터테인먼트에서 데모곡으로 녹음하였다가 정규 앨범 삽입에 탈락된 곡으로 추정되는 〈볼때기 사랑〉을 수록하여 만든 앨범으로 많은 논란을 빚었다.
처음에 2번 트랙에 〈Finally〉가 수록되었는데, 이 곡은 이전에 엠씨 더 맥스가 발매한 디지털 싱글 《Duplex Man》의 삽입곡이며 앨범명과 동명인 곡으로, 이름만 바꿔 수록한 것으로 밝혀져 중도에 〈볼때기 사랑〉의 반주곡으로 교체 수록되었다.

## 수록곡
1. 볼때기 사랑
2. 볼때기 사랑 (Inst.)

(Finally)